# Дікі (Північна Дакота)
Дікі (англ. Dickey) — місто (англ. city) в США, в окрузі Ламур штату Північна Дакота. Населення — 42 особи (2010).

## Географія
Дікі розташоване за координатами 46°32′12″ пн. ш. 98°28′5″ зх. д. / 46.53667° пн. ш. 98.46806° зх. д. (46.536715, -98.468186).  За даними Бюро перепису населення США в 2010 році місто мало площу 0,57 км², уся площа — суходіл. В 2017 році площа становила 0,62 км², уся площа — суходіл.

## Демографія
Згідно з переписом 2010 року, у місті мешкали 42 особи в 20 домогосподарствах у складі 10 родин. Густота населення становила 74 особи/км².  Було 31 помешкання (54/км²).
Расовий склад населення:
| - 100,0 % — білих |

До двох чи більше рас належало 0,0 %. Частка іспаномовних становила 0,0 % від усіх жителів.
За віковим діапазоном населення розподілялося таким чином: 21,4 % — особи молодші 18 років, 59,6 % — особи у віці 18—64 років, 19,0 % — особи у віці 65 років та старші. Медіана віку мешканця становила 39,0 року. На 100 осіб жіночої статі у місті припадало 121,1 чоловіків;  на 100 жінок у віці від 18 років та старших — 120,0 чоловіків також старших 18 років.
За межею бідності перебувало 13,3 % осіб, у тому числі 0,0 % дітей у віці до 18 років та 0,0 % осіб у віці 65 років та старших.
Цивільне працевлаштоване населення становило 21 особа. Основні галузі зайнятості: будівництво — 33,3 %, роздрібна торгівля — 19,0 %, освіта, охорона здоров'я та соціальна допомога — 19,0 %.